# Division d'Honneur 1946-47
La Primera División de Bélgica 1946/47 fue la 44.ª temporada de la máxima competición futbolística en Bélgica.

## Tabla de posiciones
| Pos | Equipo                         | PJ | PG | PE | PP | GF  | GC  | Pts | DG  | Notas                    |
| --- | ------------------------------ | -- | -- | -- | -- | --- | --- | --- | --- | ------------------------ |
| 1   | R.S.C. Anderlecht              | 36 | 21 | 8  | 7  | 112 | 59  | 50  | +53 |                          |
| 2   | R.O.C. de Charleroi-Marchienne | 36 | 18 | 12 | 6  | 78  | 49  | 48  | +29 |                          |
| 3   | KV Mechelen                    | 36 | 17 | 11 | 8  | 89  | 49  | 45  | +40 |                          |
| 4   | Royal Antwerp FC               | 36 | 19 | 7  | 10 | 72  | 51  | 45  | +21 |                          |
| 5   | Racing Club Bruxelles          | 36 | 16 | 11 | 9  | 82  | 69  | 43  | +26 |                          |
| 6   | K Berchem Sport                | 36 | 17 | 8  | 11 | 89  | 82  | 42  | +7  |                          |
| 7   | R.F.C. de Liège                | 36 | 19 | 3  | 14 | 98  | 64  | 41  | +34 |                          |
| 8   | KM Lyra                        | 36 | 13 | 10 | 13 | 64  | 70  | 36  | -6  |                          |
| 9   | Standard Liège                 | 36 | 14 | 8  | 14 | 76  | 73  | 36  | +3  |                          |
| 10  | Lierse S.K.                    | 36 | 13 | 9  | 14 | 80  | 90  | 35  | -10 |                          |
| 11  | K.A.A. Gent                    | 35 | 14 | 6  | 15 | 64  | 76  | 34  | -12 |                          |
| 12  | Beerschot                      | 36 | 13 | 6  | 17 | 66  | 65  | 32  | +1  |                          |
| 13  | Royale Union Saint-Gilloise    | 36 | 13 | 6  | 17 | 86  | 95  | 32  | -9  |                          |
| 14  | K Boom FC                      | 36 | 13 | 6  | 17 | 53  | 66  | 32  | -13 |                          |
| 15  | CS La Forestoise               | 36 | 10 | 9  | 17 | 55  | 80  | 29  | -25 | Descenso a la Division I |
| 16  | White Star Woluwé F.C.         | 36 | 9  | 10 | 17 | 60  | 84  | 28  | -24 | Descenso a la Division I |
| 17  | Eendracht Aalst                | 36 | 10 | 8  | 18 | 66  | 81  | 28  | -15 | Descenso a la Division I |
| 18  | K Saint-Nicolas SK             | 36 | 11 | 4  | 21 | 53  | 102 | 26  | -49 | Descenso a la Division I |
| 19  | Club Brugge K.V.               | 36 | 7  | 8  | 21 | 56  | 94  | 22  | -38 | Descenso a la Division I |

PJ = Partidos jugados; PG = Partidos ganados; PE = Partidos empatados; PP = Partidos perdidos; GF = Goles a favor; GC = Goles en contra; Pts = Puntos; DG = Diferencia de goles